# Ulica Biskupia we Wrocławiu
Ulica Biskupia we Wrocławiu – jedna z ulic Starego Miasta we Wrocławiu.
Ulica Biskupia należy do najstarszych wrocławskich wytyczonych w czasie XIII-wiecznej lokacji miasta. Znajduje się w jego wschodniej części, biegnie południkowo od ulicy Oławskiej, kończąc swój bieg na skrzyżowaniu z ulicą Wita Stwosza. W połowie długości od zachodu krzyżuje się jeszcze z ulicą Kaznodziejską.
Ulica przez długi czas pozostawała bezimienna. Pierwsza wzmianka o bischofgasse pochodzi dopiero z roku 1489. Odnośnie do pochodzenia tej nazwy powstało kilka tez. Jedna mówiła, że ulica wzięła nazwę od kobiecego konwentu mieszczańskiego Bischofs Convent. Druga teza opierała się na pochodzeniu nazwy ulicy od mieszczącego się tu zajazdu „Złoty Biskup”. Jeszcze inni autorzy przewodników wrocławskich w XIX w. twierdzili, że przy tej ulicy znajdował się dom zajezdny należący do biskupów lubuskich.
Przy ulicy Biskupiej znajdowało się kilka zajazdów, które w XIX stuleciu przekształciły się w hotele. Najbardziej znany był Hôtel de Silesie pod nr 4/5 oraz Hôtel de Pologne pod nr 13, przemianowany w roku 1840 na hotel König von Ungarn. W miejscu tego drugiego w XVIII w. znajdowała się sala redutowa należąca do Frau Locatelli, w której 5 stycznia 1741 r. Fryderyk II urządził bal maskowy.
W czasach III Rzeszy w budynku dawnego hotelu König von Ungarn mieścił się tzw. Brunatny Dom – siedziba NSDAP na cały Śląsk. W dniu 4 kwietnia 1933 pobito i zmasakrowano w nim trzech polskich studentów za to, że w pobliskim lokalu rozmawiali po polsku. Przez krótki czas od 14 kwietnia 1933 do 15 grudnia 1934 ulica Bischofstraße nosiła zmienioną nazwę Helmut-Brückner-Straße, która została nadana na cześć gauleitera okręgu śląskiego partii nazistowskiej. Jednak po tym, gdy popadł w niełaskę i stracił stanowisko gauleitera, ulica wróciła do dawnej nazwy.

## Zabytki
- Kamienica przy ulicy Biskupiej 10

## Literatura
- Encyklopedia Wrocławia. Wrocław: Wydawnictwo Dolnośląskie, 2006, s. 77.
- Tomasz Kruszewski: Niemiecko-polski spis ulic, placów i mostów Wrocławia 1873–1997. Wrocław: Wydawnictwo Uniwersytetu Wrocławskiego, 1997, s. 34.
- Hermann Markgraf: Die Straßen Breslaus nach ihrer Geschichte und ihren Namen. Breslau: Verlag von E. Morgenstern, 1896, s. 16.